# Erdmute Lapp
Erdmute Lapp (* 19. Januar 1956 in Frankfurt a. M.) ist eine deutsche Slawistin und Bibliothekarin. Von 1996 bis 2021 war sie Direktorin der Universitätsbibliothek Bochum.

## Leben und Wirken
Erdmute Lapp studierte nach ihrer 1974 erfolgten Reifeprüfung an der Schillerschule (Hannover) Slawistik, Anglistik und Pädagogik an der Universität Hamburg. 1976/77 erwarb sie bei einem Auslandsstudium an der Indiana University Bloomington den Grad eines „Master of Arts“, 1980 legte sie in Hamburg das Staatsexamen für den höheren Schuldienst ab und promovierte 1983, betreut von Wolf Schmid und Ulrich Busch, an der Universität Hamburg im Fach Slawistik. Als Bibliotheksreferendarin an der Universitätsbibliothek Heidelberg trat sie 1983 in die Ausbildung für den höheren Bibliotheksdienst ein und absolvierte die Fachprüfung hierfür 1985 an der Bibliotheksschule Frankfurt/M. Nach kurzer Tätigkeit an der Stadt- und Universitätsbibliothek Frankfurt/M. und der Universitätsbibliothek Saarbrücken war sie von 1987 bis 1989 als wissenschaftliche Bibliothekarin an der Bayerischen Staatsbibliothek tätig. Während dieser Zeit erarbeitete sie zwei Studien über den „Nachweis des deutschen Schrifttums des 18. und 19. Jahrhunderts“ und die „Katalogsituation der Altbestände“ in den deutschen Bibliotheken. 1989 wechselte sie an die Zentralbibliothek des Forschungszentrums Jülich. Im Jahre 1996 wurde sie Direktorin der Universitätsbibliothek Bochum. Dieses Amt hatte sie bis 2021 inne.
Erdmute Lapp tritt außer ihren Veröffentlichungen zu Fragen des modernen Bibliothekswesens auch als Übersetzerin hervor.

## Schriften (Auswahl)
- Das Ereignis in russischen Novellen zwischen 1877 und 1932. Dissertation Universität Hamburg 1983.
- Nachweis des deutschen Schrifttums des 18. und 19. Jahrhunderts in Bibliotheken der Bundesrepublik Deutschland und West-Berlins (= DBI-Materialien, Bd. 72). Deutsches Bibliotheksinstitut, Berlin 1988, ISBN 3-87068-872-6.
- Katalogsituation der Altbestände (1501–1850) in Bibliotheken der Bundesrepublik Deutschland einschließlich Berlin (West). Eine Studie im Auftrag der Deutschen Forschungsgemeinschaft (= DBI-Materialien, Bd. 82). Deutsches Bibliotheksinstitut, Berlin 1989, ISBN 3-87068-882-3.
- (mit Wolfram Neubauer): Information und Kommunikation in der naturwissenschaftlich-technischen Forschung. Haben wir die richtigen Bibliothekskonzepte? (= Monographien des Forschungszentrums Jülich, Bd. 7). Jülich 1992, ISBN 3-89336-099-9.
- Informationsdienstleistung und Benutzerschulung in der elektronischen Bibliothek. In: ABI-Technik, Bd. 14 (1994), S. 317–324.
- (mit Wolfram Neubauer): Qualitätsmanagement als Aufgabe von Bibliotheken. In: Nachrichten für Dokumentation, Bd. 45 (1994), S. 263–278.
- Wissenschaftliche Kommunikation auf dem Campus. Die E-Learning-Initiative der Ruhr-Universität Bochum. In: Wissenschaftskommunikation im Netzwerk der Bibliotheken. BibSpider, Berlin 2005, S. 43–50.
- Informationskompetenz in der vernetzten Universität. In: Helmut Knüppel (Hrsg.): Wege und Spuren. Verbindungen zwischen Bildung, Wissenschaft, Kultur, Geschichte und Politik. Festschrift für Joachim-Felix Leonhard (= Schriftenreihe des Wilhelm-Fraenger-Instituts Potsdam, Bd. 10). Verlag für Berlin-Brandenburg, Berlin 2007, S. 179–186, ISBN 978-3-86650-001-3.
- (Hrsg. u. Mitautorin): Die Bibliothek als Erfolgsfaktor. Die Universitätsbibliothek Bochum nach 50 Jahren 1962-2012. RUB, Bochum 2012.
- (Übers.): Joseph Kazickas / Flucht, Emigration und Rückkehr in ein freies Litauen. Simon-Verlag für Bibliothekswissen, Berlin 2015, ISBN 978-3-940862-74-7.
- (Übers.): Lew Altmark / Ich sehe das Meer ... Verlag Stella, Hechingen 2015.
- Bibliothek und Innovation. In: Rafael Ball (Hrsg.): Vernetztes Wissen. Online. Die Bibliothek als Managementaufgabe. Festschrift für Wolfram Neubauer zum 65. Geburtstag. De Gruyter Saur, Berlin 2015, S. 217–222, ISBN 3-11-044154-3.
- (Übers.): David Lankes / Erwarten Sie mehr! Verlangen Sie bessere Bibliotheken für eine komplexer gewordene Welt. Simon-Verlag für Bibliothekswissen, Berlin 2017, ISBN 978-3-945610-32-9.
- (Übers.): Marianna Tax Choldin / Der Garten der zerbrochenen Statuen. Auf den Spuren der Zensur in Russland. Simon-Verlag für Bibliothekswissen, Berlin 2018, ISBN 978-3-945610-40-4.
- UB Ruhr-Universität Bochum: Erwarten Sie mehr! Aktuelle Trends in Universitätsbibliotheken. In: Lapp, Erdmute u. a. (Hrsg.): Bibliotheken – Wegweiser in die Zukunft. Projekte und Beispiele. Simon-Verlag für Bibliothekswissen, Berlin 2021, S. 153–164, ISBN 978-3-945610-62-6.